# Lawrence F. Katz
Lawrence F. Katz est un économiste américain, professeur à l'université Harvard, né en 1959.

## Biographie
Après avoir fait un Ph.D. au Massachusetts Institute of Technology en 1985, il est professeur assistant à ll'Université de Californie à Berkeley de 1985 à 1986, puis chercheur au National Bureau of Economic Research à Cambridge jusqu'à 1990. Nommé au département d'économie de l'Université Harvard en 1990, il y devient professeur titulaire de 1991 à 2003. Depuis 2003, il est professeur affilié au Abdul Latif Jameel Poverty Action Lab, tout en étant Elisabeth Allison Professor of Economics à  l'Université Harvard.

## Publications
- Claudia Goldin et Lawrence F. Katz, The Race Between Education and Technology, Cambridge, Harvard University Press, 2008 (ISBN 978-0-674-03530-0)

- Claudia Goldin et Lawrence F. Katz, Women Working Longer, Cambridge, University of Chicago Press et NBER, 2018

- F Freeman et Lawrence F. Katz, Differences and Changes in Wage Structures, Cambridge, University of Chicago Press et NBER, 1995